# Kirchliche Zusatzversorgungskasse Rheinland-Westfalen

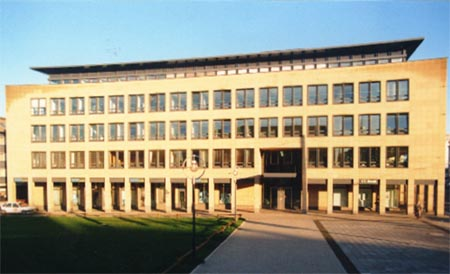
Verwaltungsgebäude der KZVK in Dortmund

Die Kirchliche Zusatzversorgungskasse Rheinland-Westfalen (kurz KZVK Rheinland-Westfalen) ist eine Kirchliche Zusatzversorgungskasse mit Sitz in Dortmund. Die Anstalt des öffentlichen Rechts wurde 1955 gegründet und beschäftigt etwa 150 Mitarbeiter. Sie steht nicht im Wettbewerb zu anderen Zusatzversorgungskassen.

## Aufgaben
Aufgabe der KZVK Rheinland-Westfalen ist es, den privatrechtlich beschäftigten Mitarbeitern der bei ihr beteiligten kirchlichen und diakonischen Arbeitgeber im Alter, bei Erwerbsminderung und für Hinterbliebene eine betriebliche Altersversorgung zu gewähren. 
Bei der KZVK Rheinland-Westfalen sind über 200.000 Mitarbeiter aus Kirche und Diakonie versichert (Zusatzrente), über 21.700 Versicherte betreiben auf dem Wege der Entgeltumwandlung oder mittels einer Riester-Rente eine zusätzliche, staatlich geförderte betriebliche Altersversorgung (ZusatzrentePLUS) bei der Kirchlichen Zusatzversorgungskasse. Über 70.000 Rentner beziehen derzeit eine monatliche Zusatzrente bzw. ZusatzrentePLUS von der KZVK Rheinland-Westfalen.
Die Zusatzrenten und die entsprechenden Anwartschaften der Versicherten werden überwiegend durch Arbeitgeberbeiträge finanziert. Das Versicherungs- und Leistungsrecht regeln die jeweils gültige Satzung bzw. die Allgemeinen Versicherungsbedingungen (ZusatzrentePLUS). Das Versicherungs- und Leistungsrecht betreffend entspricht die Satzung im Wesentlichen der Mustersatzung der AKA. Die AKA-Mustersatzung übernimmt das jeweilige Versorgungstarifrecht des öffentlichen Dienstes.
Die KZVK Rheinland-Westfalen ist Mitglied der Arbeitsgemeinschaft kommunale und kirchliche Altersversorgung (AKA) e. V. Sie arbeitet darüber hinaus in Arbeitskreisen mit den nordwestdeutschen Zusatzversorgungskassen, den im Bundesgebiet tätigen kirchlichen Zusatzversorgungskassen sowie den Zusatzversorgungskassen Hessen-Südwest eng zusammen. 
Des Weiteren ist die Kasse Mitglied im Forum Nachhaltige Geldanlagen und hat 2011 den Zertifizierungsprozess nach EMAS III (Umweltmanagement) erfolgreich abgeschlossen und gleichzeitig den „Grünen Hahn“, der kirchliches Umweltmanagement symbolisiert, erhalten. Die EMAS-Urkunde wurde am 1. September 2011 übergeben. Seit 2013 ist die Kasse Mitglied im Netzwerk Kirchliches Umweltmanagement, kurz KirUm.

## Auszeichnungen
- Portfolio Institutionell Awards 2013: „Beste Pensionskasse/Zusatzversorgungskasse“